# Jean-Claude Corbel
Pour les articles homonymes, voir Corbel.
Jean-Claude Corbel est un chanteur et acteur français  né le 12 janvier 1953 au Port-Marly et mort le 30 avril 1996 d'une crise d'asthme à Marly-le-Roi.
Membre du groupe Profil qui représenta la France au Concours Eurovision de la chanson 1980 à La Haye, il est l'interprète de nombreux génériques de séries d'animation comme La Bande à Picsou, Olive et Tom, Cosmocats, etc.

## Biographie
Attiré très tôt par la musique, il entre au conservatoire en classe de guitare. Il chante également du Brassens dans un petit groupe  et autres et à 14 ans, il remporte le second prix d'interprétation avec son groupe Les Fous du roi. Il s'essaye ensuite au rock et à l'art lyrique.
Dans les années 1980, il rentre dans la maison de disques Adès où il rencontre Claude Lombard, avec qui il enregistre de nombreux génériques et chansons pour enfants.
Parallèlement, il participe à des comédies musicales, notamment avec Jérôme Savary, et accompagne en concert des artistes comme Thierry Le Luron, Charles Aznavour, Michel Sardou…
Invité régulier des émissions de Pascal Sevran, il participe également au doublage de plusieurs films des studios Disney dont La Belle et la Bête où il prête sa voix à Lefou.
Dans le début des années 90, avec son amie Claude Lombard, il intègre le "Pat Benesta Orchestra" avec lequel il enregistre de nombreux covers de génériques pour enfants. Sur la compilation intitulée "Top Enfants Volume 5", il reprend même son propre titre "Olive et Tom". Dans le volume 6 de cette même collection, il ré-interprète son duo avec Claude Lombard "Lutinette et Lutinou".
Il meurt à 43 ans d'une crise d'asthme et est inhumé dans le cimetière de Marly-le-Roi (Yvelines).

## Théâtre
- 1979 : Les Parapluies de Cherbourg de Jacques Demy et Michel Legrand, mise en scène de Raymond Gérôme, théâtre Montparnasse

## Doublage

### Cinéma
- 1975 : Pinocchio : chanteur (2e doublage)
- 1983 : La vie est un roman : le héros légendaire
- 1984 : Dumbo de Ben Sharpsteen : Chanteur (2e doublage)
- 1989 : La Belle et le Clochard : chanteur (2e doublage)
- 1991 : La Belle et la Bête : Lefou
- 1991 : Le Petit Train bleu : Rollo
- 1992 : Tom et Jerry, le film : le perroquet
- 1993 : Bambi : chanteur (3e doublage)
- 1994 : Le Roi lion : chanteur
- 1995 : Pocahontas : chanteur

### Télévision
- 1988 : Cynthia ou le Rythme de la vie : Frédéric (chant)
- 1988 : Embrasse-moi Lucile : Mathias (chant)
- 1988 : Garfield et ses amis : Bo / Booker / Sheldon / Mort
- 1991 : La Légende de Croc-Blanc : Weedon Scott
- 1992 : Professeur Thompson : le narrateur / Apestophis
- 1995 : Le Magicien d'Oz : le Lion

## Discographie
- Christophe Colomb
- Cosmocats
- Le Croc-note Show
- Double Dragon
- Bon week-end Mickey
- La Bande à Picsou
- Les Aventures de Winnie l'ourson
- Les Muppets Babies
- Les Nouvelles Aventures de Winnie l'Ourson
- Loeki le petit lion
- Lutinette et Lutinou / Les Lutins de la forêt
- Olive et Tom
- Robin des Bois Junior
- Les Snorky
- Embrasse-moi Lucile : chansons du groupe BEE HIVE
- Le Top du Père Noël

### Avec le Pat Benesta Orchestra
- Bioman
- Robotech
- Barbapapa (en duo avec Claude Lombard)
- Le magicien d'Oz (choriste sur un chant de Claude Lombard)
- Les chevaliers du zodiaque
- Les Crados
- Denver, le dernier dinosaure
- Galaxy Express 999
- Olive et Tom
- Dr Slump
- Flashman
- Lutinette et Lutinou (en duo avec Claude Lombard)
- Un collège fou, fou, fou
- Jeu, set et match
- V'la Cubitus
- Giraya
- Wingman
- Juliette, je t'aime
- Cherry Miel
- Sab Rider
- Voltron